# Margarete Kupfer
Margarete Kupfer, nata Margarete Kupferschmid (Freystadt, 10 aprile 1881 – Berlino Est, 11 maggio 1953), è stata un'attrice tedesca.
Prese parte, come caratterista, a oltre duecento film, iniziando la sua carriera all'epoca del muto a metà degli anni dieci del Novecento. Tra i registi che la diressero, vanno annoverati i nomi di Ernst Lubitsch, Robert Wiene, Paul Wegener, Paul Leni, F.W. Murnau, G.W. Pabst.

## Biografia
Nata Margarete Kupferschmid a Freystadt, nella Bassa Slesia (l'attuale Kożuchów, in Polonia), proveniva da una famiglia di teatranti. Debuttò come attrice nel 1900 al Nuscha-Butze-Theater, quello che in seguito sarebbe diventato il Theater am Schiffbauerdamm. Subito dopo, andò in tournée nei Paesi Bassi e quindi negli Stati Uniti, all'Irving Place Theatre di New York. Dal 1907 al 1925, l'attrice entrò nella compagnia berlinese del Deutsches Theater diretta da Max Reinhardt.
Nel 1915, iniziò a recitare per il cinema, prendendo parte a un paio di film di Robert Wiene. Si specializzò in ruoli da caratterista, interpretando parti di mamme, zie, vicine di casa, affittacamere e simili. Lavorò anche per la radio. Dopo la seconda guerra mondiale, ritornò al Theater am Schiffbauerdamm. In Germania Est, lavorò per la DEFA in due pellicole degli anni cinquanta. Nel 1952, ricevette il Nationalpreis della DDR.
Morì nel 1953, l'11 maggio, a Berlino Est all'età di 72 anni.

## Filmografia
- Die Konservenbraut, regia di Robert Wiene (1915)
- Der Sekretär der Königin, regia di Robert Wiene (1916)
- Moritz negro (Der schwarze Moritz), regia di Georg Jacoby (1916)
- Frau Eva, regia di Artur Berger e Robert Wiene (1917)
- Quando quattro persone fanno la stessa cosa (Wenn vier dasselbe tun), regia di Ernst Lubitsch (1917)
- Der feldgraue Groschen, regia di Georg Jacoby (1917)
- Irrwege der Liebe, regia di Josef Stein (1918)
- Il principe Sami (Prinz Sami), regia di Ernst Lubitsch (1918)
- Der Weg, der zur Verdammnis führt, 1.Teil - Das Schicksal der Aenne Wolter, regia di Otto Rippert (1918)
- Il caso Rosentopf (Der Fall Rosentopf), regia di Ernst Lubitsch (1918)
- Non vorrei essere un uomo (Ich möchte kein Mann sein), regia di Ernst Lubitsch (1918)
- Keimendes Leben, Teil 1, regia di Georg Jacoby (1918)
- Gli occhi della mummia (Die Augen der Mumie Ma), regia di Ernst Lubitsch (1918)
- Der fremde Fürst, regia di Paul Wegener (1918)
- La tessera gialla (Der gelbe Schein), regia di Eugen Illés, Victor Janson e Paul Ludwig Stein (1918)
- La ragazza del balletto (Das Mädel vom Ballett), regia di Ernst Lubitsch (1918)
- Sangue gitano (Carmen), regia di Ernst Lubitsch (1918)
- Er soll dein Herr sein, regia di Max Mack (1918)
- Morphium, regia di Bruno Ziener (1919)
- Karlchen macht Seitensprünge, regia di Emil Albes (1919)
- Die Liebschaften der Kaethe Keller, regia di Carl Froelich (1919)
- Der Weg, der zur Verdammnis führt, 2.Teil - Hyänen der Lust, regia di Otto Rippert (1919)
- Das Mädchen mit dem Goldhelm, regia di Victor Janson (1919)
- Moral und Sinnlichkeit, regia di Georg Jacoby (1919)
- Moderne Töchter, regia di Manfred Noa (1919)
- Die Sünderin, regia di Léo Lasko (1919)
- Vendetta, regia di Georg Jacoby (1919)
- Prinz Kuckuck - Die Höllenfahrt eines Wollüstlings, regia di Paul Leni (1919)
- Zwangsliebe im Freistaat, regia di Georg Schubert (1919)
- Vom Schicksal erdrosselt , regia di Carl Neisser (1919)
- Keimendes Leben, Teil 2, regia di Georg Jacoby (1919)
- Der Tänzer, regia di Carl Froelich (1919)
- Das rosa Trikot, regia di Léo Lasko (1920)
- Schneider Wibbel, regia di Manfred Noa (1920)
- La testa di Giano (Der Januskopf), regia di F.W. Murnau (1920)
- Sumurun, regia di Ernst Lubitsch (1920)
- Der König von Paris, 1. Teil - Die Geschichte des André Lifou , regia di Erik Lund (1920)
- Der König von Paris, 2. Teil - Die Geschichte des André Lifou, regia di Erik Lund (1920)
- Berlin W., regia di Manfred Noa (1920)
- Die Kwannon von Okadera, regia di Carl Froelich (1920)
- Judith Trachtenberg, regia di Henrik Galeen (1920)
- Das Haupt des Juarez, regia di Johannes Guter, Rudolf Meinert (1920)
- Gräfin Walewska, regia di Otto Rippert (1920)
- Die lebende Fackel, regia di Joseph Delmont (1920)
- Opfer der Keuschheit , regia di Manfred Noa (1921)
- Schieber, regia di Manfred Noa (1921)
- Taschendiebe, regia di Emil Justitz (1921)
- Christian Wahnschaffe, 2. Teil - Die Flucht aus dem goldenen Kerker, regia di Urban Gad (1921)
- Die Rache einer Frau, regia di Robert Wiene (1921)
- Teufel und Circe, regia di Adolf Gärtner (1921)
- Der Roman eines Dienstmädchens, regia di Reinhold Schünzel (1921)
- Kinder der Strasse (Kinder der Straße), regia di Wolfgang Neff (1921)
- Der schwere Junge , regia di Manfred Noa (1921)
- Die kleine Dagmar, regia di Alfred Halm (1921)
- Das Kind der Strasse, 2. Teil, regia di Wolfgang Neff (1921)
- Satansketten, regia di Léo Lasko (1921)
- Julot der Apache, regia di Joseph Delmont, Hertha von Walther (1921)
- Die Jagd nach der Wahrheit , regia di Karl Grune (1921)
- Das zweite Leben
- Die Brillantenmieze, 1. Teil , regia di Wolfgang Neff (1921)
- Die Brillantenmieze, 2. Teil, regia di Wolfgang Neff (1921)
- Des Lebens und der Liebe Wellen, regia di Lorenz Bätz (1921)
- Kinder der Finsternis - 1. Der Mann aus Neapel, regia di Ewald André Dupont (1921)
- Die im Schatten gehen, regia di Heinz Schall (1921)
- Kinder der Finsternis - 2. Kämpfende Welten , regia di Ewald André Dupont (1922)
- Die und die Drei, regia di Ewald André Dupont (1922)
- Der Graf von Charolais, regia di Karl Grune (1922)
- Bigamie, regia di Rudolf Walther-Fein (1922)
- Nathan der Weise, regia di Manfred Noa (1922)
- Nur eine Nacht, regia di Rudolf Walther-Fein (1922)
- Liebes-List und -Lust, regia di Reinhard Bruck (1922)
- Krawattenmacher - Der Wucherer von Berlin, regia di Emil Justitz (1922)
- Frauen, die die Ehe brechen, regia di Bruno Eichgrün (1922)
- Dämon Zirkus, regia di Emil Justitz (1923)
- Der Menschenfeind, regia di Rudolf Walther-Fein (1923)
- Der allmächtige Dollar, regia di Jaap Speyer (1923)
- Der Tiger des Zirkus Farini, regia di Uwe Jens Krafft (1923)
- Bob und Mary, regia di Max Glass (1923)
- Kinder von heute, regia di Arthur Günsburg (1923)
- Glanz gegen Glück, regia di Adolf Trotz (1923)
- Dudu, ein Menschenschicksal, regia di Rudolf Meinert (1924)
- Nanon, regia di Hanns Schwarz (1924)
- Die vier Ehen des Matthias Merenus, regia di Werner Funck (1924)
- Mater dolorosa, regia di Joseph Delmont (1924)
- Soll und Haben, regia di Carl Wilhelm (1924)
- Mädchen, die man nicht heiratet, regia di Géza von Bolváry (1924)
- Oriente (Orient - Die Tochter der Wüste), regia di Gennaro Righelli (1924)
- Die Stimme des Herzens, regia di Hanns Schwarz (1924)
- Nju (Nju - Eine unverstandene Frau), regia di Paul Czinner (1924)
- Die Liebesbriefe einer Verlassenen (1924)
- Muß die Frau Mutter werden?, regia di Georg Jacoby, Hans Otto (1924)
- Das Spiel mit dem Schicksal, regia di Siegfried Philippi (1924)
- Die Puppenkönigin, regia di Gennaro Righelli (1925)
- Aufstieg der kleinen Lilian, regia di Fred Sauer (1925)
- Die Motorbraut, regia di Richard Eichberg (1925)
- Komödianten, regia di Karl Grune (1925)
- Die Kleine aus der Konfektion, regia di Maurice Turner (Wolfgang Neff) (1925)
- Heiratsschwindler, regia di Carl Boese (1925)
- Der Demütige und die Tänzerin, regia di Ewald André Dupont (1925)
- Der Hahn im Korb, regia di Georg Jacoby (1925)
- Die drei Portiermädel, regia di Carl Boese (1925)
- Die Frau mit dem Etwas, regia di Erich Schönfelder (1925)
- Elegantes Pack, regia di Jaap Speyer (1925)
- Die Verrufenen, regia di Gerhard Lamprecht (1925)
- Frauen, die man oft nicht grüßt, regia di Frederic Zelnik (1925)
- Die Moral der Gasse, regia di Jaap Speyer (1925)
- Wenn Du eine Tante hast, regia di Carl Boese (1925)
- Fräulein Mama, regia di Géza von Bolváry (1926)
- Die rote Maus, regia di Rudolf Meinert (1926)
- Der Bankkrach unter den Linden, regia di Paul Merzbach (1926)
- Aus des Rheinlands Schicksalstagen, regia di Helene Lackner (1926)
- Warum sich scheiden lassen?, regia di Manfred Noa (1926)
- Die Försterchristel, regia di Friedrich Zelnik (Frederic Zelnik) (1926)
- Familie Schimeck - Wiener Herzen, regia di Alfred Halm, Rudolf Dworsky (1926)
- Menschen untereinander, regia di Gerhard Lamprecht (1926)
- Qualen der Nacht , regia di Kurt Bernhardt (Curtis Bernhardt) (1926)
- Der Provinzonkel, regia di Manfred Noa (1926)
- Le Fauteuil 47, regia di Gaston Ravel (1926)
- Heimliche Sünder, regia di Franz Seitz (1926)
- Das deutsche Mutterherz, regia di Géza von Bolváry (1926)
- Jagd auf Menschen, regia di Nunzio Malasomma (1926)
- Die Unehelichen, regia di Gerhard Lamprecht (1926)
- Der Liebe Lust und Leid, regia di Kurt Gerron e Heinz Schall (1926)
- Gräfin Plättmamsell, regia di Constantin J. David (1926)
- Gern hab' ich die Frauen geküßt, regia di Bruno Rahn (1926)
- Die Unschuld ohne Kleid, regia di Karl Halden (1926)
- Hermanns Erzählungen, regia di Kurt Stanke (1926)
- Die Villa im Tiergarten, regia di Franz Osten (1927)
- Faschingszauber, regia di Rudolf Walther-Fein, Rudolf Dworsky (1927)
- Das war in Heidelberg in blauer Sommernacht, regia di Emmerich Hanus (1927)
- Der Soldat der Marie, regia di Erich Schönfelder (1927)
- Die Insel der verbotenen Küsse, regia di Georg Jacoby (1927)
- Klettermaxe, regia di Willy Reiber (1927)
- Durchlaucht Radieschen, regia di Richard Eichberg (1927)
- Die heilige Lüge, regia di Holger-Madsen (1927)
- Funkzauber, regia di Richard Oswald (1927)
- Liebesreigen, regia di Rudolf Walther-Fein, Rudolf Dworsky (1927)
- Das Erwachen des Weibes, regia di Fred Sauer (1927)
- Wochenendzauber, regia di Rudolf Walther-Fein (1927)
- Il giglio nelle tenebre (Die Liebe der Jeanne Ney), regia di Georg Wilhelm Pabst (1927)
- Eins + Eins = Drei, regia di Felix Basch (1927)
- Gefährdete Mädchen, regia di Heinz Schall (1927)
- Dragonerliebchen, regia di Rudolf Walther-Fein (1928)
- Almenrausch und Edelweiss, regia di Franz Seitz (1928)
- Eva in Seide, regia di Carl Boese (1928)
- Zuflucht, regia di Carl Froelich (1928)
- Saxophon-Susi, regia di Carl Lamac (1928)
- Heut' war ich bei der Frieda, regia di Siegfried Philippi (1928)
- Lemkes sel. Witwe, regia di Carl Boese (1928)
- Aus dem Tagebuch eines Junggesellen, regia di Erich Schönfelder (1929)
- Das närrische Glück, regia di Johannes Guter, Rudolf Walther-Fein (1929)
- Der Sittenrichter, regia di Carl Heinz Wolff (1929)
- Midstream, regia di James Flood (1929)
- Jenseits der Straße - Eine Tragödie des Alltags, regia di Leo Mittler (1929)
- Una donna nella luna (Frau im Mond), regia di Fritz Lang (1929)
- Was ist los mit Nanette?, regia di Holger-Madsen (1929)
- Alimente, regia di Carl Boese (1930)
- O Mädchen, mein Mädchen, wie lieb' ich Dich!, regia di Carl Boese, Rudolf Walther-Fein (1930)
- Das Mädel aus U.S.A., regia di Carl Lamac (1930)
- Es kommt alle Tage vor..., regia di Hans Natge e Adolf Trotz (1930)
- Cyankali, regia di Hans Tintner (1930)
- Die vom Rummelplatz, regia di Carl Lamac (1930)
- Komm' zu mir zum Rendezvous, regia di Carl Boese (1930)
- Bockbierfest, regia di Carl Boese (1930)
- Feind im Blut, regia di Walter Ruttmann (1930)
- Der ungetreue Eckehart, regia di Carl Boese (1931)
- Il congresso si diverte (Der Kongreß tanzt), regia di Erik Charell (1931)
- Ein steinreicher Mann, regia di Steve Sekely (1932)
- Drei von der Stempelstelle, regia di Eugen Thiele (1932)
- Eine Nacht im Paradies, regia di Carl Lamac (1932)
- Kitty schwindelt sich ins Glück, regia di Herbert Juttke (1932)
- Strich durch die Rechnung, regia di Alfred Zeisler (1932)
- Paprika, regia di Carl Boese (1932)
- Avventura di una bella donna (Das Abenteuer der Thea Roland), regia di Hermann Kosterlitz (Henry Koster) (1932)
- Nell'azzurro del cielo  (Das Blaue vom Himmel), regia di Victor Janson (1932)
- Baby, regia di Carl Lamac (1932)
- Fidele Razzia, regia di Richard Joyce (1932)
- ...und wer küßt mich?, regia di E.W. Emo (1933)
- Saluti e baci (Gruß und Kuß, Veronika!), regia di Carl Boese (1933)
- Die kalte Mamsell, regia di Carl Boese (1933)
- Die Fahrt ins Grüne, regia di Max Obal (1933)
- Johannisnacht, regia di Willy Reiber (1933)
- Glückliche Reise, regia di Alfred Abel (1933)
- Das lustige Kleeblatt, regia di Erich Engels (1933)
- Gretel zieht das große Los, regia di Carl Boese (1933)
- Csibi, der Fratz, regia di Max Neufeld, Richard Eichberg (1934)
- Der schwarze Walfisch, regia di Fritz Wendhausen (1934)
- Zu Straßburg auf der Schanz (1934)
- Bei der blonden Kathrein, regia di Franz Seitz (1934)
- Seine beste Erfindung, regia di Rudo Ritter (1934)
- Die spork'schen Jäger, regia di Rolf Randolf e Theodor Loos (1934)
- Polenblut (1934)
- Teresa Krones, regia di Johannes Meyer (1934)
- Selbst ist der Mann (1934)
- Ein schwerer Junge, regia di Rolf Randolf (1934)
- Der Schlafwagenkontrolleur (1935)
- Zingaro barone (Zigeunerbaron), regia di Karl Hartl (1935)
- Amo tutte le donne (Ich liebe alle Frauen), regia di Carl Lamac (1935)
- Zimmer zu vermieten, regia di Hans von Passavant (1935)
- Kalbsragout mit Champignons, regia di Peter Paul Brauer (1936)
- Blinde Passagiere, regia di Fred Sauer (1936)
- Missione eroica (Eskapade), regia di Erich Waschneck (1936)
- Hummel - Hummel, regia di Alwin Elling (1936)
- Das Veilchen vom Potsdamer Platz, regia di J.A. Hübler-Kahla (1936)
- Amore e dolore di donna (Frauenliebe - Frauenleid), regia di Augusto Genina (1937)
- Die Austernlilli, regia di E.W. Emo (1937)
- Andere Welt, regia di Marc Allégret, Alfred Stöger (1937)
- Die Umwege des schönen Karl, regia di Carl Froelich (1938)
- Der nackte Spatz, regia di Albert Hörrmann (1938)
- Le adolescenti (Was tun, Sybille?), regia di Peter Paul Brauer (1938)
- Notgemeinschaft Hinterhaus (1939)
- Ziel in den Wolken (1939)
- Ich bin gleich wieder da (1939)
- La donna del mistero (Die Frau ohne Vergangenheit), regia di Nunzio Malasomma (1939)
- Hochzeit mit Hindernissen (1939)
- Notte romantica (Eine Frau wie Du), regia di Viktor Tourjansky (1939)
- Verwandte sind auch Menschen, regia di Hans Deppe (1940)
- Zwei in einer großen Stadt (1942)
- Avventura di lusso (Ein Zug fährt ab), regia di Johannes Meyer (1942)
- Fünftausend Mark Belohnung (1942)
- Ein schöner Tag (1944)
- Das alte Lied, regia di Fritz Peter Buch (1945)
- Zugverkehr unregelmäßig, regia di Erich Freund (1951)